# Gellért-hegyi magyar kálvária
A Gellért-hegyi magyar kálvária egy 1920-as évekbeli tervezett épületegyüttes volt, amely végül nem valósult meg.

## Története
A Gellért-hegyen már az 1700-as évektől állt egy korábbi kálvária, a Gellért-hegyi kálvária. Ennek egy része az 1920-as évek elejére elpusztult. Ebben az időszakban vetődött fel egy új kálvária építésének gondolata. Az 1926-ban megjelent programfüzetben Herczeg Ferenc indokolta meg a kálvária építésének szükségességét, majd a tervező Alpár Ignác foglalta össze néhány sorban a gondolatait.
Herczeg kiemelte, hogy a mű megépítése – a régi kálvária pótlásán túl – azért is indokolt, mert a Trianon utáni Magyarországnak egyfajta „magyar propagandát” kell folytatni a magyar nép értékeinek hirdetésére. Erre a célra építészeit szempontból megfelelt a magyar kálvária, amely egy Golgotából és 13 különböző kis kápolnából áll, amelyeket különböző történelmi stílusokban tervezett meg Alpár, és így „Budapest városának végre lesz egy nevezetessége, amely nem bécsi, nem is párisi kópia, hanem a magyar szívekből nőtt ki”. Alpár rámutatott arra, hogy:
„A Kálvária-kápolnák tervezésénél az a gondolat vezetett, hogy azok mindegyike a honfoglalás óta kialakult építő-stílusnak egy-egy változatát tüntesse fel. Mivel pedig Szent István királyunk óta folyton épültek templomok, és más középületek, magától értetődik, hogy a kápolnáknak különböző stílusban való bemutatása által kimutathatjuk az építészet terén is a hatalmat birtokló szomszédnépek feletti kultúrfölényünket.”
A szobrászati részeket Kotál Henrik tervezte meg. A mű – talán Alpár 1928-as halála miatt – soha nem épült meg.

## Részei
A kálvária a következő részekből állt volna:
- 1. stáció: Nyugatmagyarországi stáció (biedemermeier stílus)
- 2. stáció: Pozsonyi stáció (Mária Terézia-korabeli barokk stílus)
- 3. stáció: Felvidéki stáció (Rákóczi-korabeli reneszánsz stílus)
- 4. stáció: Munkácsi stáció (rutén fatemplomok stílusa)
- 5. stáció: Nagyváradi stáció (ampir stílus)
- 6. stáció: Kolozsvári stáció (Mátyás-korabeli reneszánsz stílus)
- 7. stáció: Bánáti stáció (Savoyai Jenő-korabeli átmeneti barokk stílus)
- 8. stáció: Aradi stáció (gótikus stílus)
- 9. stáció: Székely stáció (székely templomok stílusa)
- 10. stáció: Brassói stáció (átmeneti barokk stílus)
- 11. stáció: Bácskai stáció (helyi építészet stílusa)
- 12. stáció: Muraköziv (román stílus)
- 13. stáció: Tengermelléki stáció (olasz reneszánsz stílus)
- 14. stáció: Golgota 3 kereszttel. A Megváltó lábaihoz került volna a Mater Dolorosa, a Patrona Hungariae és öt Árpád-házi szent (Szent István, Szent László, Szent Imre, Szent Erzsébet, Szent Margit).

A kápolnákban a stációk szobra mögött 13 város festett képe lett volna látható.